# Thuế xuất khẩu
Thuế xuất khẩu là loại thế đánh vào những mặt hàng mà Nhà nước muốn hạn chế xuất khẩu. Nhằm bình ổn giá một số mặt hàng trong nước, hoặc có thể nhằm bảo vệ nguồn cung trong nước của một số mặt hàng, hoặc có thể nhằm hạn chế xuất khẩu để giảm xung đột thương mại với nước khác, hoặc có thể nhằm nâng giá mặt hàng nào đó trên thị trường quốc tế (đối với nước chiếm tỷ trọng chi phối trong sản xuất mặt hàng đó) việc hạn chế xuất khẩu có thể được Nhà nước cân nhắc. Trong các biện pháp hạn chế xuất khẩu, thuế xuất khẩu là biện pháp tương đối dễ áp dụng. Ngoài ra, Nhà nước cũng có thể sử dụng thuế xuất khẩu như một biện pháp để phân phối lại thu nhập, tăng thu ngân sách.
Ví dụ về thuế xuất khẩu là thuế đánh vào phân bón xuất khẩu của Trung Quốc nhằm đảm bảo cân đối cung - cầu về phân bón trong nước , thuế đánh vào một số nguyên liệu thô của Việt Nam nhằm đảm bảo nguồn cung nguyên liệu cho sản xuất nội địa.